# Marcus Vinicius (Konsul 30 n. Chr.)
Marcus Vinicius († 46 n. Chr.) war ein römischer Politiker im 1. Jahrhundert n. Chr.
Vinicius’ gleichnamiger Großvater war Konsul im Jahr 19 v. Chr. gewesen; sein Vater Publius Vinicius im Jahr 2 n. Chr. Konsul. Vinicius selbst wurde im Jahr 30 n. Chr. Konsul. Er heiratete 33 n. Chr. Iulia Livilla, eine Tochter des Germanicus, und wurde dadurch mit dem Kaiserhaus verschwägert. Unter Kaiser Caligula war er 38/39 Prokonsul der Provinz Asia. Vinicius, dessen Frau von Caligula in die Verbannung geschickt wurde, war an der Ermordung des Kaisers beteiligt und hatte Ambitionen auf die Herrschaft. Nach seiner Teilnahme an der Eroberung Britanniens unter Kaiser Claudius wurde Vinicius im Jahr 45 n. Chr. erneut zum Konsul ernannt.
Vinicius geriet in Schwierigkeiten. Er wurde getäuscht, blieb aber von Claudius unbehelligt, denn obwohl er ein einflussreicher Mann war, hielt er sich bedeckt und kümmerte sich um seine eigenen Angelegenheiten, um sich zu schützen. Doch Messalina ließ ihn aus Misstrauen – sie verdächtigte ihn, seine Frau Iulia getötet zu haben – und aus Wut, weil er ihre Annäherungsversuche zurückwies, mit Gift ermorden. Trotzdem wurde ihm ein öffentliches Begräbnis und offizielle Ehrungen zuteil, wie es damals für viele Prominente üblich war.
Velleius Paterculus widmete Vinicius anlässlich dessen ersten Konsulates sein Geschichtswerk. Vinicius besaß in Vulci bei Montaldo nördlich von Rom eine große Stadtvilla, die besichtigt werden kann. Sie liegt im archäologischen Park von Vulci.